# سالومي (لوحة)
سالومي، لَوحة زَيتية بريشة الرَسام العِراقي جواد سَليم، رَسمها عام 1938 عِندما كان في التاسِعة عَشرة من عُمره. يُسلط العَمل الضوء على التطور والتَحَول الفَني اللاحِق لسَليم إلى التَشكيلية. بيعَت أللوحة في مَزاد بونهامز مُقابل 68,585$.

## خَلفية
موضوع اللوحة هي سالومي ابنة المَلك هيرودس و‌هيروديا. بحسب إنجيل مرقس، أقام الملك هيرودس وليمة في عيد ميلاده لنبلاءه وكبار الضباط ورؤساء الجليل. ودخلت ابنة هيروديا ورقصت، فسرّ هيرودس ومن جلسوا معه. فقال الملك للفتاة: اسألني ما شئت فأعطيك إياه. فخرجت وقالت لأمها: ماذا أسأل؟ قالت: رأس يوحنا المعمدان! على الفور دخلت بسرعة إلى الملك وسألت: «أريدك أن تعطيني على الفور رأس يوحنا المعمدان على طبق.» أرسل الملك جلادًا وأمر بإحضار رأس يوحنا. ذهب الجلاد وقطع رأس يوحنا في السجن، ووضع رأسه على طبق وأعطاها للفتاة. وأعطته الفتاة لأمها. لم يذكر اسم ابنة الملك هيرودس في العهد الجديد، لكنها سالومي بحسب آثار اليهود ليوسيفوس فلافيوس. اشتهرت سالومي بأنها امرأة قاتلة عبر القرون، وقد ألهمت العديد من الفنانين. أصبح الموضوع رائجًا في أواخر القرن التاسع عشر. أثار هذا العمل الفني فترة «جنون سالومي» الذي استمر حتى القرن العشرين، وتغلغل في جميع أشكال الفن. كتب الشاعر والكاتب المسرحي الأيرلندي أوسكار وايلد مسرحية بعنوان «سالومي» عام 1891.
تكررت شخصية سالومي كثيرًا في فن وأدب القِرن التاسع عشر. الحَسناء الخطرة، أتت لتُجسد الإثارة الجنسية المُتلاعبة، وأصبحت رمزًا للمرأة الفاتنة، التي كان لسحرها ونعمتها صفة مُخزية تنذر بالسوء. غامضة وقوية ومليئة بالعاطِفة، قد يظل المَوضوع الحقيقي لسالومي لغزًا إلى الأبد، ومع ذلك، فقد بقيت على قَيد الحياة كعمل بارز في التطور الفَني لأحد أعِمدة الحَداثة في الشرق الأوسط.

## الوَصف
يُعتبر تصوير سَليم للمُغرية التوراتية سالومي أمرًا مبهمًا بقدر ما تم تَحقيقُه. شَجعه أفراد من عائلته في سن مُبكرة على صقل مَهاراته في الرسم عن طريق نسخ أعمال الرسامين الرئيسيين، والعمل الحالي هو تحية واضحة للأسلوب الكلاسيكي الجديد. مع ذلك، نظرًا لعَدم وجود تصوير متطابق لسالومي من هذه الفترة، فمن المُحتمل أن يكون التكوين الحالي أصليًا تمامًا في نشأته، وفي الواقع يوضح تكوين الصورة وخصائصها المَوضوعية، نهجًا جديدًا ومراعيًا للغاية لما كان موضوع شائع للفن الأوروبي في القرن التاسع عشر.
تَشتهر سالومي في الفَن برقصَتَها مَع الرأس المقطوع ليوحنا المعمدان، وغالبًا ما يتم تصويرها في منتصف الأداء، غالبًا في وضع مغر وديناميكي للغاية مع ثدييها مكشوفين، كما هو الحال في تصوير بوسيريس الشهير عام 1914.
كان تصوير ومعالجة سَليم لسالومي بمثابة انبساط صَريح لما هو مُتَعارف عَليه. عَيناها مُغلقتان بشكل كامل، ورأسها مائل برفق إلى الأسفل ويداها تداعبان وجهها، سالومي مًتأثرة بشكل ملحوظ، شبه ضَعيفة. جَعلها الفَنان متواضعة، صَورها خِلال لحَظة من الانطوائية، يقدم لنا سليم لمحة نادرة عن الجانب الإنساني من سالومي، عَمل يلتقط تعقيدات الشخصية بشكل أكثر ذكاءً بكثير من الأعمال النموذجية لذلكَ الوقت.
ولإضفاء المَزيد من الغمُوض على العَمل، تم اقتِراح أنه نظرًا للطبيعة غَير النمطية للتكوين، ربما أستعان سَليم في الواقع بممثلة أدت دور سالومي. تتوافق هذه النظرية بالتأكيد مع افتتان سليم العام بالموضوعات الموسيقية والعروض المسرحية، حيث تم تخصيص جزء كبير من أعماله لصور الفنانين والراقصين والموسيقيين والشخصيات الأدبية، مثل لَوحته التي تصور الراقِصة الهندية مريناليني سارابهاي. يسلط سليم الضوء في صوره على علِاقته بالفنان ومهنته، وفي حالة فناني الأداء، بين شَخصياتهم الفنية وأنفسهم. من خلال عدم وضوح الخطوط الفاصلة بين المؤدي والشخصية، تبرز سالومي التَعايش الذي يختبره فناني الأداء مع أدوارهم.
يُظهر العمل الحالي، الذي تم تنفيذه بأسلوب أكاديمي مَلحوظ، صقلًا وضبطًا للنفس كان يتلاشى ببطء حيث أصبحت أعمال الفَنان سَليم فيما بَعد أكثر ليبرالية ونشاطًا وإيماءًا بعد اتصاله بالحداثة الأوروبية. تم تصوير الخلفية الغامضة غير الشفافة بضربات باستيل عمودية سريعة وقوية، ويتخلل غطاء رأس سالومي المُميز بقع باستيل متقاطعة تشير إلى جمالياته الانطباعية اللاحقة.

## الفَنان
جواد سليم (1919–1961)، كانَ رسامًا ونحاتًا عِراقيًا. يُعتبر من أكثر النَحاتين تأثيرًا في تاريخ العِراق الحَديث. أصبحَ فنانًا مَعروفًا من خِلال المُشاركة في تأسيس مجموعة بَغداد للفن الحديث، مَجموعة فَنية شَجعت على استِكشاف تقنيات تَجمع بينَ التُراث العَربي والفَن الحديث.

## المَراجع
1. ↑  "JEWAD SELIM Salome". Bonhams. 7 أكتوبر 2014. مؤرشف من الأصل في 2020-07-26.
2. ↑  Cooke، Peter (2011). "'It isn't a Dance': Gustave Moreau's Salome and The Apparition". إيثاكا هاربورز [الإنجليزية]. JSTOR:41428399. {{استشهاد بدورية محكمة}}: الاستشهاد بدورية محكمة يطلب |دورية محكمة= (مساعدة)
3. ↑  Allen، Virginia M. (1983). The Femme Fatale: Erotic Icon. Troy, New York: Whitson Publishing Company.
4. ↑  Denis Hollier (1997). Absent Without Leave: French Literature Under the Threat of War. Harvard University Press. ص. 104. ISBN:978-0-674-21270-1. مؤرشف من الأصل في 2022-07-06.
5. ↑  "JEWAD SELIM "Salome"". Bonhams. 7 أكتوبر 2014. مؤرشف من الأصل في 2020-07-26.
6. ↑  "معلومات عن جواد سليم على موقع the-athenaeum.org". the-athenaeum.org. مؤرشف من الأصل في 2016-07-31.
7. ↑  "معلومات عن جواد سليم على موقع vocab.getty.edu". vocab.getty.edu. مؤرشف من الأصل في 2020-03-21.
8. ↑  "معلومات عن جواد سليم على موقع bigenc.ru". bigenc.ru. مؤرشف من الأصل في 2019-12-12. {{استشهاد ويب}}: |archive-date= / |archive-url= timestamp mismatch (مساعدة)